# Guéliz
Guéliz (àrab: كليز, Gilīz; amazic estàndard marroquí: ⴳⵉⵍⵉⵣ, Giliz) és un districte urbà (arrondissement) de la ciutat de Marràqueix, de la prefectura de Marràqueix, a la regió de Marràqueix-Safi, al Marroc. Segons el cens de 2014 tenia una població total de 192.774 persones.